# Fibroma cemento-ossificante
O fibroma-cemento ossificante (FCO) é uma neoplasia odontogênica benigna com origem no mesênquima odontogênico. Desde 2017 o FCO deixou de ser agrupado com as lesões fibro-ósseas e passou a ser agrupado com os demais tumores odontogênicos, o que permanece na classificação mais atual das lesões odontogênicas de 2022 da OMS.

## Sinais e sintomas
O sinal clínico mais comum é a tumefação da área afetada, seguida de dificuldade na fala ou mastigação. A maior parte dos casos é assintomática (sem presença de dor). O crescimento do tumor está associado a assimetria facial, expandindo a cortical óssea em ambos os lados (vestibular e lingual/palatal) de forma igual. O FCO pode causar mobilidade dentária.
Ao exame intra-oral, a lesão possui uma textura firme e dura, sem mobilidade, normalmente com um formato esférico ou ovoide. Formas mais agressivas, de crescimento exuberante, são chamadas de gigantiformes.

## Aspectos radiográficos e histológicos
Radiograficamente, o tumor é predominantemente radiopaco, de margens bem delimitadas, e circundado por uma fina linha radiolúcida (que representa a cápsula fibrosa que envolve a neoplasia e a separa do tecido normal). Existe uma minoria de casos que pode se apresentar de forma radiolúcida ou mista, com focos radiopacos, devido à imaturidade da lesão. Outras características da lesão incluem:
- Padrão de crescimento centrífugo: é por conta desse padrão de crescimento que a lesão expande de forma igual em todas as direções, obtendo aspecto clínico e radiográfico arredondado;
- Aspecto de vidro despolido ao redor das raízes;
- Reabsorção das raízes dentárias;
- Abaulamento da borda inferior da mandíbula e afinamento da borda (em lesões maiores).

Histologicamente, o FCO é composto por fibras de colágeno entrelaçadas ou organizadas em cordões, circundadas por muitos fibroblastos e cementoblastos ativos. Pode haver presença de material mineralizado cemento-like e até mesmo trabéculas ósseas ou osso lamelar. 

## Causas
O FCO está relacionado a estímulo inflamatório, após algum traumatismo local. Apesar disso, o fibroma cemento-ossificante também pode surgir como uma neoplasia do desenvolvimento, a partir de células da membrana periodontal, que são pluripotentes e podem dar origem a cemento, osso lamelar e tecido fibroso dadas as circunstâncias patológicas favoráveis.

## Epidemiologia
O FCO é uma neoplasia rara, mais comumente encontrada em pacientes jovens e adultos, com predileção por mulheres e pela mandíbula (77% dos casos).

## Diagnóstico
O diagnóstico do FCO requer a realização de exame anatomopatológico para afastar outras hipóteses diagnósticas.
Radiograficamente, o FCO pode se assemelhar a:
- Fibroma ossificante;
- Tumor odontogênico epitelial calcificante;
- Cisto odontogênico calcificante;
- Displasia fibrosa;
- Displasia cemento-óssea;
- Cementoblastoma;
- Doença de Paget;
- Odontoma.

Além da biópsia incisional, aferição dos níveis séricos de fosfatase alcalina pode afastar a possibilidade de osteossarcoma e doença de Paget. Imuno-histoquímica raramente é realizada, mas sabe-se que o FCO reage positivamente a sulfato de queratano, e não reage intensamente a condroitina-4-sulfato como os fibromas ossificantes e displasias fibrosas.

## Prognóstico e tratamento
O prognóstico da lesão é favorável, e a recidiva após remoção do FCO é rara, acontecendo mais frequentemente nos tumores maxilares (pela dificuldade na ressecção cirúrgica e tamanho médio maior ao diagnóstico). O tratamento de escolha é a ressecção cirúrgica total, sendo a curetagem uma técnica menos indicada. Apesar disso, o acompanhamento a longo prazo é essencial para evitar a recidiva, pois a neoplasia pode recidivar até 10 anos após o tratamento inicial. Não há evidências na literatura de transformação maligna do tumor nem registro de mutações oncogênicas.